# Tute Bianche
Les tute bianche (littéralement les tuniques blanches) était un mouvement altermondialiste actif entre 1994 et 2001, inspiré des idées anarcho-zapatistes.
Ils étaient particulièrement actifs durant des manifestations, tout vêtus de blanc, hommes et femmes matelassés dans des armures en mousse, casqués et masqués de protection chimique pour affronter les forces de l'ordre.

## Historique
On les a vus également lors des réunions du FMI à Prague en 2001 et à Rome en 2003.
Pour la plupart non-violents[réf. nécessaire], les « tute bianche » étaient partisans de la désobéissance civile et les organisateurs avaient parfois du mal à contenir leurs jeunes militants pressés d'en découdre avec la police, comme on[Qui ?] l'a vu a Gênes, lors du G8 en 2001, date de leur auto-dissolution.
Leurs héritiers actuels sont en Italie les Disobbedienti.